# 麴信陵
麴信陵（?—?），唐代蘇州吳縣人。
德宗貞元元年（785年）鄭全濟榜進士。工於詩。曾為舒州望江縣令，有惠政，卒於任上。《全唐詩》錄其詩六首。